# Cuissy-et-Geny
Cuissy-et-Geny es una comuna francesa, situada en el departamento de Aisne, de la región de Alta Francia.

## Demografía
| 83 | 70 | 77 | 61 | 72 | 59 | 67 | 67 |
| Para los censos de 1962 a 1999 la población legal corresponde a la población sin duplicidades (Fuente: INSEE [Consultar]) |    |    |    |    |    |    |    |